# Északi törpeszarvas
Az északi törpeszarvas (Pudu mephistophiles) az emlősök (Mammalia) osztályának párosujjú patások (Artiodactyla) rendjébe, ezen belül a szarvasfélék (Cervidae) családjába és az őzformák (Capreolinae) alcsaládjába tartozó faj.

## Előfordulása
Kolumbiában, Ecuadorban és Észak-Peruban, az Andok erdeinek félhomályában él.

## Alfajai
- Pudu mephistophiles mephistophiles
- Pudu mephistophiles wetmorei

## Megjelenése
Testhossza 60-80 centiméter, farkhossza 2-3 centiméter, tömege 8-10 kilogramm. Kisebb a déli törpeszarvasnál.

## Életmódja
Az északi törpeszarvas páfrányokat, fiatal hajtásokat fogyaszt.

## Rokon fajok
Az északi törpeszarvas legközelebbi rokona és a Pudu emlősnem másik faja a déli törpeszarvas (Pudu pudu). Az északi faj kisebb a déli törpeszarvasnál, amely Dél-Chilében, a Chiloé-szigeten és kis számban Argentína délnyugati részén él.

## Természetvédelmi helyzete
Az északi törpeszarvasokat megtámadják az elvadult kutyák, ezért az IUCN a sebezhető fajok közé sorolja az északi törpeszarvast.